# Zygmunt Sadowski (lekarz)

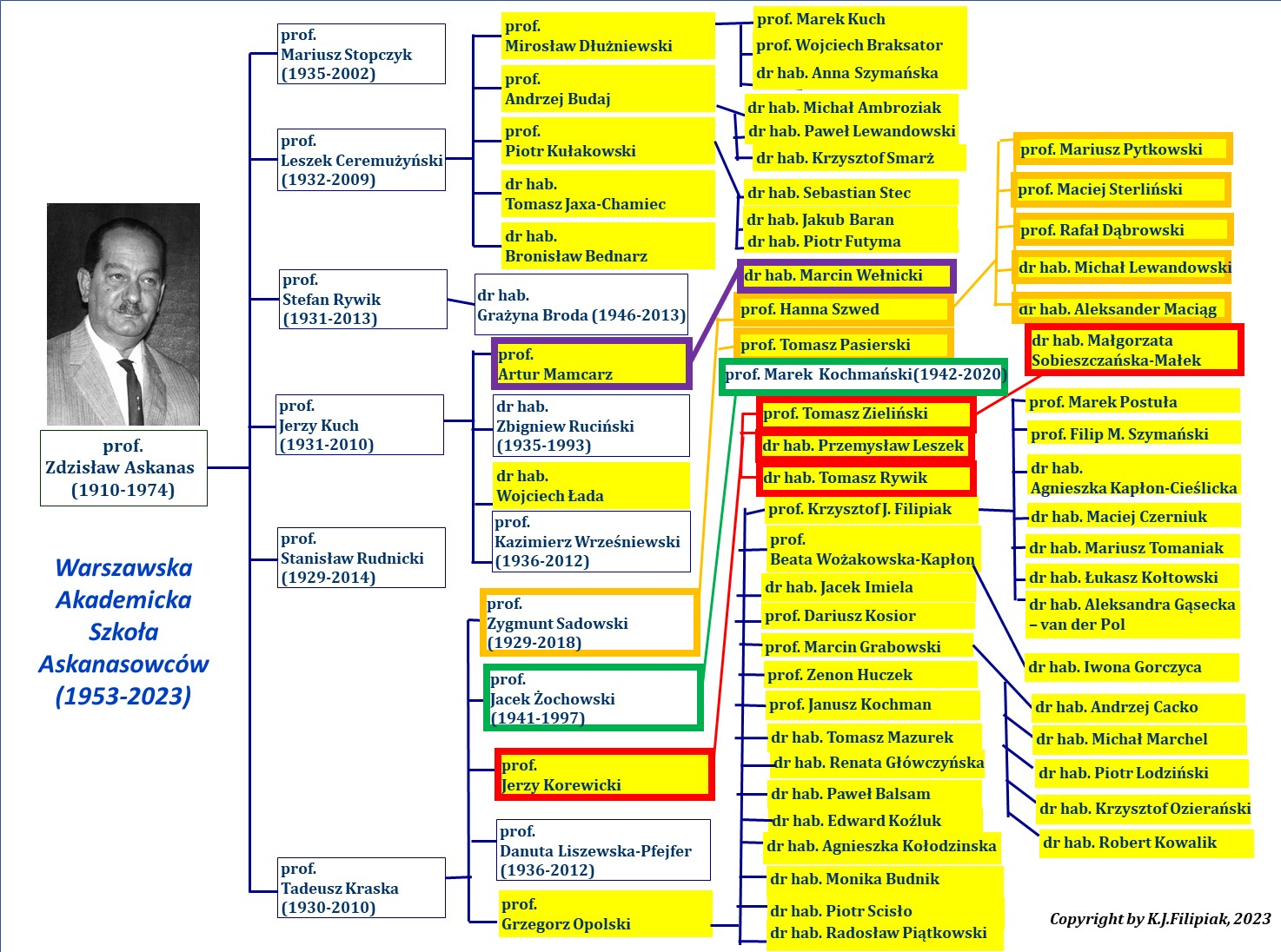
Drzewo genealogiczne przedstawicieli Warszawskiej Akademickiej Szkoły Kardiologii, utworzonej przez prof. Zdzisława Askanasa, do której się zaliczał prof. Zygmunt Sadowski

Zygmunt Sadowski (ur. 29 czerwca 1929, zm. 10 stycznia 2018) – polski lekarz, kardiolog, profesor nauk medycznych, nauczyciel akademicki Warszawskiego Uniwersytetu Medycznego i dyrektor Instytutu Kardiologii im. Prymasa Tysiąclecia Kardynała Stefana Wyszyńskiego w Warszawie. Kontynuator Warszawskiej Akademickiej Szkoły Kardiologii, wywodzącej się od prof. Zdzisława Askanasa (tzw. Szkoły Askanasa).

## Życiorys
Studia medyczne rozpoczął w 1949 na Wydziale Lekarskim Uniwersytetu Warszawskiego, a po jego usunięciu z UW zakończył w 1954 w Akademii Medycznej w Warszawie. W latach 1955–1957 był szefem Służby Zdrowia Jednostki Lotniczej w Warszawie. W 1957 został zatrudniony w IV Klinice Chorób Wewnętrznych Akademii Medycznej w Warszawie kierowanej przez prof. Zdzisława Askanasa. W uczelni tej w 1964 uzyskał stopień naukowy doktora nauk medycznych. W 1979 otrzymał stopień naukowy doktora habilitowanego nauk medycznych. W 1979 przeszedł do pracy w Instytucie Kardiologii w Warszawie. Tytuł naukowy profesora nauk medycznych uzyskał w 1989. 
W Instytucie Kardiologii założył i kierował w latach 1979–2000 Kliniką Choroby Wieńcowej. W latach 1991–2001 był dyrektorem tego Instytutu.
Pełnił funkcję konsultanta krajowego w dziedzinie kardiologii (1991–2001). Był członkiem i działaczem Polskiego Towarzystwa Kardiologicznego (1960–2010).